# Integripelta sextaria
Integripelta sextaria är en mossdjursart som beskrevs av Gordon, Mawatari och Kajihara 2002. Integripelta sextaria ingår i släktet Integripelta och familjen Eurystomellidae.
Artens utbredningsområde är havet kring Nya Zeeland. Inga underarter finns listade i Catalogue of Life.